# Mauro Baldi
Mauro Baldi (Reggio Emilia, Italia; 31 de enero de 1954) es un expiloto de automovilismo italiano. Se destacó en el Campeonato Mundial de Resistencia, donde logró el título de pilotos en 1990 y acumuló 17 victorias. Venció en las 24 Horas de Le Mans de 1994, las 24 Horas de Daytona de 1998 y 2002, y las 12 Horas de Sebring de 1998. También corrió para las escuderías Arrows, Alfa Romeo y Spirit de Fórmula 1.

## Carrera deportiva
El comenzó su carrera en rally en 1972 y volvió al circuito de carreras en 1975 con la Copa Italiana Renault 5. Por 1980 se convirtió en un importante piloto de Fórmula 3, ganando el Gran Premio de Mónaco de F3 y el Campeonato Europeo de Fórmula 3 con ocho victorias. En 1982 firma contrato para correr con Arrows antes de mudarse a Alfa Romeo en 1983, saliendo en el quinto puesto en Zandvoort. Cuando Benetton se convierte en el aupiciador oficial de Alfa Romeo en 1984, Baldi pierde su puesto y se une al equipo Spirit en 1985.
Después de retirarse de la Fórmula 1, ha disfrutado de una exitosa carrera en carreras de automóviles deportivos, manejando para el equipo Martini-Lancia en 1984 y 1985. En 1986, el cambia un Porsche 956 de Richard Lloyd, retornando a las carreras en 1988 con el equipo Sauber-Mercedes, con el cual Baldi ganó el Campeonato Mundial de Resistencia en 1990, compartiendo el auto con Jean-Louis Schlesser. En 1991 y 1992 fue piloto oficial de Peugeot. Tuvo un breve regreso a la Fórmula 1, haciendo la mayoría de las pruebas de manejo con el proyecto Modena Lambo.
Finalmente, ganó la carrera de las 24 Horas de Le Mans en 1994, compartiendo el automóvil (un Porsche 962 modificado) con Yannick Dalmas y Hurley Haywood. Baldi también ganó las 24 Horas de Daytona y las 12 Horas de Sebring, las dos carreras más importantes de resistencia de Estados Unidos, ambas en 1998 con Arie Luyendyk y Didier Theys.

## Resultados

### Fórmula 1
(Clave) (negrita indica pole position) (cursiva indica vuelta rápida)

| Año     | Escudería                      | 1       | 2       | 3       | 4      | 5       | 6       | 7       | 8      | 9     | 10      | 11      | 12      | 13      | 14      | 15      | 16     | Pos. | Puntos |
| ------- | ------------------------------ | ------- | ------- | ------- | ------ | ------- | ------- | ------- | ------ | ----- | ------- | ------- | ------- | ------- | ------- | ------- | ------ | ---- | ------ |
| 1981    | Marlboro Team Alfa Romeo       | USW     | BRA     | ARG     | SMR    | BEL     | MON     | ESP     | FRA    | GBR   | GER     | AUT     | NED     | ITA DNP | CAN     | LVG     |        |      |        |
| 1982    | Arrows Racing Team             | RSA DNQ | BRA 10  | USW DNQ | SMR    | BEL NC  | MON DNQ | USE Ret | CAN 8  | NED 6 | GBR 9   | FRA Ret | GER Ret | AUT 6   | SUI DNQ | ITA 12  | LVG 11 | 25.º | 2      |
| 1983    | Marlboro Team Alfa Romeo       | BRA Ret | USW Ret | FRA Ret | SMR 10 | MON 6   | BEL Ret | USE 12  | CAN 10 | GBR 7 | GER Ret | AUT Ret | NED 5   | ITA Ret | EUR Ret | RSA Ret |        | 16.º | 3      |
| 1984    | Spirit Racing                  | BRA Ret | RSA 8   | BEL Ret | SMR 8  | FRA Ret | MON DNQ | CAN DNP | USE    | USA   | GBR     | GER     | AUT     | NED     | ITA     | EUR 8   | POR 15 | NC   | 0      |
| 1985    | Spirit Enterprises Ltd.        | BRA Ret | POR Ret | SMR Ret | MON    | CAN     | USE     | FRA     | GBR    | GER   | AUT     | NED     | ITA     | BEL     | EUR     | RSA     | AUS    | NC   | 0      |
| 1987    | Motor Racing Developments Ltd. | BRA DNP | SMR     | BEL     | MON    | USA     | FRA     | GBR     | GER    | HUN   | AUT     | ITA     | POR     | ESP     | MEX     | JPN     | AUS    | NC   | 0      |
| Fuente: |                                |         |         |         |        |         |         |         |        |       |         |         |         |         |         |         |        |      |        |

### 24 Horas de Le Mans
| Año     | Equipo               | Copilotos                             | Automóvil                   | Clase  | Vueltas | Pos. | Pos. Clase |
| ------- | -------------------- | ------------------------------------- | --------------------------- | ------ | ------- | ---- | ---------- |
| 1984    | Martini Racing       | Paolo Barilla Hans Heyer              | Lancia LC2-Ferrari          | C1     | 275     | DNF  | DNF        |
| 1985    | Martini Lancia       | Henri Pescarolo                       | Lancia LC2-Ferrari          | C1     | 358     | 7.º  | 7.º        |
| 1986    | Liqui Moly Equipe    | Price Cobb Rob Dyson                  | Porsche 956 GTi             | C1     | 318     | 9.º  | 7.º        |
| 1988    | Team Sauber Mercedes | James Weaver Jochen Mass              | Sauber C9-Mercedes          | C1     | -       | DNS  | DNS        |
| 1989    | Team Sauber Mercedes | Kenny Acheson Gianfranco Brancatelli  | Sauber C9-Mercedes          | C1     | 384     | 2.º  | 2.º        |
| 1991    | Peugeot Talbot Sport | Philippe Alliot Jean-Pierre Jabouille | Peugeot 905                 | C1     | 22      | DNF  | DNF        |
| 1992    | Peugeot Talbot Sport | Philippe Alliot Jean-Pierre Jabouille | Peugeot 905 Evo 1B          | C1     | 345     | 3.º  | 3.º        |
| 1993    | Peugeot Talbot Sport | Philippe Alliot Jean-Pierre Jabouille | Peugeot 905 Evo 1B          | C1     | 367     | 3.º  | 3.º        |
| 1994    | Le Mans Porsche Team | Yannick Dalmas Hurley Haywood         | Dauer 962 Le Mans           | GT1    | 344     | 1.º  | 1.º        |
| 1997    | Konrad Motorsport    | Franz Konrad Robert Nearn             | Porsche 911 GT1             | GT1    | 138     | DNF  | DNF        |
| 1998    | Moretti Racing       | Gianpiero Moretti Didier Theys        | Ferrari 333 SP              | LMP1   | 311     | 14th | 3.º        |
| 1999    | JB Racing            | Jérôme Policand Christian Pescatori   | Ferrari 333 SP              | LMP    | 71      | DNF  | DNF        |
| 2000    | Team Den Blå Avis    | John Nielsen Klaus Graf               | Panoz LMP-1 Roadster-S-Élan | LMP900 | 205     | NC   | NC         |
| Fuente: |                      |                                       |                             |        |         |      |            |